# Ludger Westrick

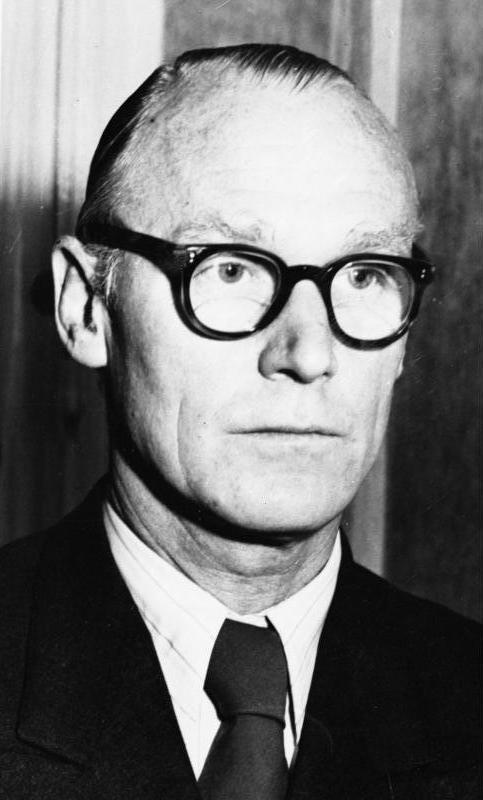
Ludger Westrick, 1959

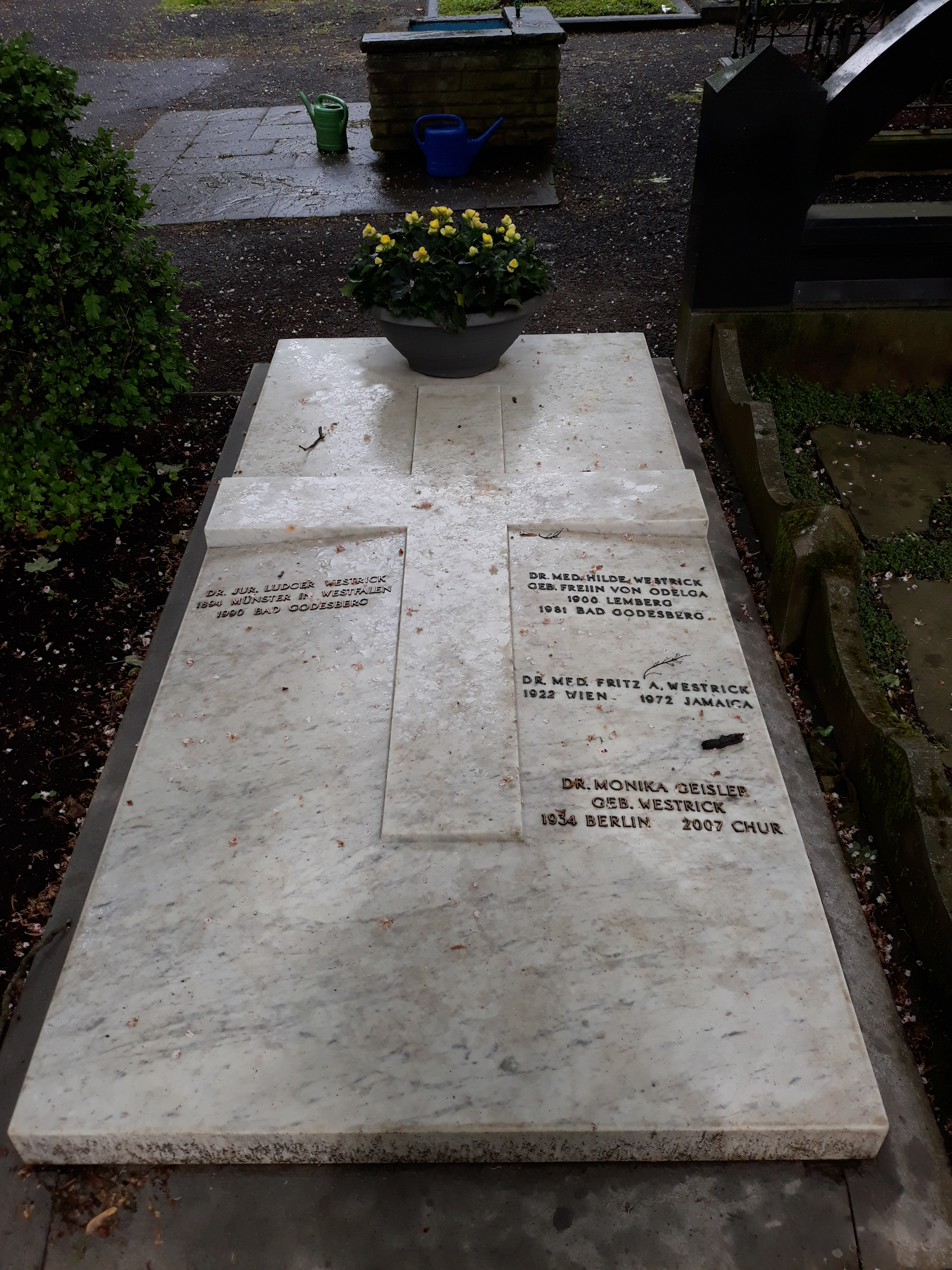
Das Grab von Ludger Westrick und seiner Ehefrau Hilde geborene Freiin von Odelga im Familiengrab auf dem Burgfriedhof Bad Godesberg in Bonn.

Ludger Westrick (* 23. Oktober 1894 in Münster; † 31. Juli 1990 in Bonn) war
ein deutscher Unternehmer und Politiker (CDU). Er war von 1963 bis 1966 Chef des Bundeskanzleramtes, seit 1964 als Bundesminister für besondere Aufgaben.

## Ausbildung und Beruf
Nach dem Abitur am Gymnasium Paulinum in Münster nahm Westrick zunächst als Soldat am Ersten Weltkrieg teil. Er absolvierte ein Studium der Rechtswissenschaft und der Handelswissenschaft, welches er mit dem ersten juristischen Staatsexamen und der Promotion zum Dr. jur. beendete. Er war von 1921 bis 1933 Verkaufsleiter bei den Vereinigten Stahlwerken. 1933 wechselte er in den Vorstand der Vereinigte Deutsche Metallwerke AG. Später wurde er Vorstandsvorsitzender und Generaldirektor der Vereinigte Industrie-Unternehmen AG (VIAG), deren Zentraltreuhänder er von 1939 bis 1945 war. In dieser Position gehörte er dem Kreis der Wehrwirtschaftsführer an. Im Herbst 1941 wurde er in den Hermann Göring unterstehenden zehnköpfigen Industrierat für die Entwicklung von Luftwaffengerät als Nachfolger von Heinrich Koppenberg berufen. Zum Jahreswechsel 1944/45 unterzeichnete Westrick Durchhalteparolen an seine Belegschaft: „Mit Zuversicht und Glauben an die gerechte deutsche Sache wollen wir das Jahr 1945 beginnen.“
Sein älterer Bruder Gerhard Alois Westrick war ab 1938 Aufsichtsratsvorsitzender der deutschen ITT-Holding und unterhielt intensive Kontakte zu führenden US-Geschäftsleuten und -Politikern.
Nach dem Einmarsch der Sowjettruppen in Thüringen demontierte Westrick in Abstimmung mit den US-Besatzern zwei Fabriken der Rundfunkelektrikfirma C. Lorenz in Mühlhausen und überführte sie nach Nürnberg.

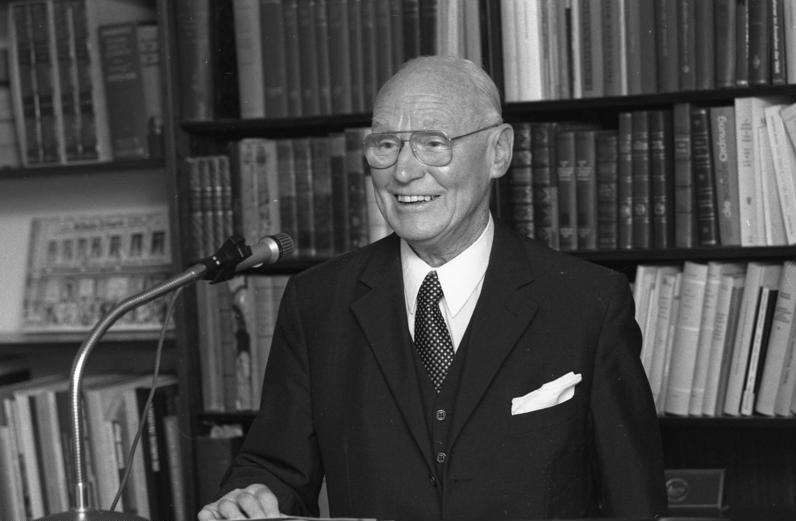
Ludger Westrick, 1979

Von 1948 bis 1951 war er Finanzdirektor bei der Deutschen Kohlenbergbau-Leitung.

## Partei
Seit 1964 war Westrick Mitglied der CDU, er wurde von der Berliner CDU als Ehrenmitglied aufgenommen.

## Öffentliche Ämter

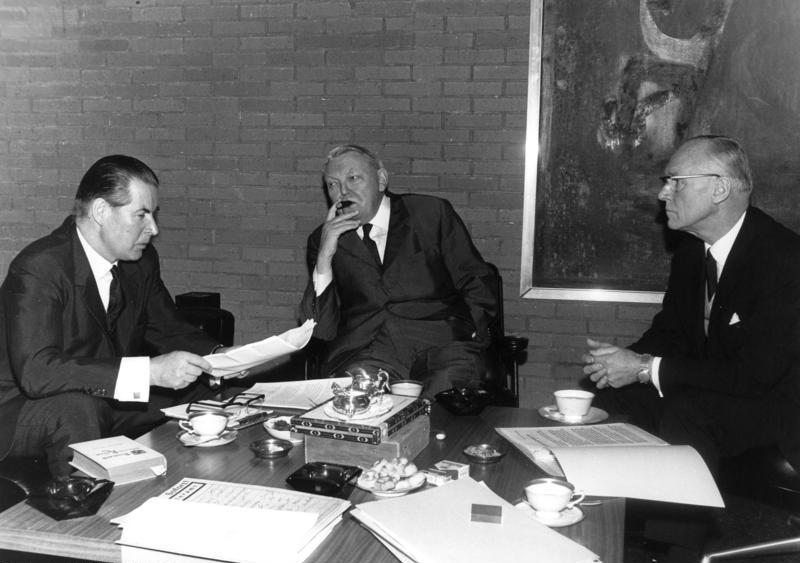
Westrick mit Bundeskanzler und Außenminister 1965

Von 1951 bis 1963 war Westrick Staatssekretär in dem von Ludwig Erhard geleiteten Bundesministerium für Wirtschaft, wo er in den Metall-Tarifverhandlungen von 1963 die Westrick-Formel einführte. Als Erhard am 17. Oktober 1963 Bundeskanzler wurde, folgte ihm Westrick als Staatssekretär und Chef des Bundeskanzleramtes. Da er 1964 70 Jahre alt wurde und damit nicht mehr beamteter Staatssekretär bleiben konnte, wurde er am 16. Juni 1964 zum Bundesminister für besondere Aufgaben ernannt, denn für das Amt eines Bundesministers gibt es keine Altersgrenze. Er war der erste Kanzleramtschef im Ministerrang. Am 15. September 1966 trat Westrick zurück, führte die Amtsgeschäfte aber noch bis zum 1. Dezember 1966 weiter und schied dann aus der Bundesregierung aus.

## Vorstand bzw. Aufsichtsrat (vor 1945)
- Donautaler Alaunerde-Industrie AG
- Vereinigte Aluminium-Werke AG
- Innwerk AG
- Rheinische Blattmetall AG
- Metallgesellschaft AG
- Elektrowerke AG
- Bayerischer Lloyd Schiffahrts AG[7].
- Mitglied des Verwaltungsrates der Alliance Aluminium Compagnie, Basel, dem dritten internationalen Aluminiumkartell.

## Besonderes
„Von einer ganz besonderen Lobbykarriere berichtet der Politikwissenschaftler Theodor Eschenburg in seinen Memoiren. ... Eschenburg erinnerte sich, dass Westrick vor seiner politischen Karriere als Staatssekretär im Wirtschaftsministerium Generaldirektor der VIAG war. Mit einer einfachen Recherche fand er heraus, dass die VIAG ihren Generaldirektor bei vollen Bezügen beurlaubt hatte und Westrick sein Staatssekretärssalär zusätzlich von der Bundeskasse bekam.“ Allerdings war die Bundesrepublik Deutschland damals noch alleiniger Aktionär der VIAG.